# Tiquadra goochii
Tiquadra goochii är en fjärilsart som beskrevs av Walsingham 1881. Tiquadra goochii ingår i släktet Tiquadra och familjen äkta malar. Inga underarter finns listade i Catalogue of Life.